# Randolph, Kansas
Randolph là một thành phố thuộc quận Riley, tiểu bang Kansas, Hoa Kỳ. Năm 2010, dân số của xã này là 163 người.

## Dân số
Dân số các năm:
- Năm 2000: 175 người
- Năm 2010: 163 người